# Saint-Bernard (Côte-d'Or)
Saint-Bernard é uma comuna francesa na região administrativa da Borgonha-Franco-Condado, no departamento de Côte-d'Or. Estende-se por uma área de 3,69 km². Em 2010 a comuna tinha 449 habitantes (densidade: 121,7 hab./km²).